# New Westminster
New Westminster is een stad in Brits-Columbia (Canada) en een gemeente die deel is van het metropolitane gebied rond Vancouver. De stad werd gesticht door generaal-majoor Richard Moody als hoofdstad van de nieuwe kolonie van Brits-Columbia in 1858. Koningin Victoria koos de naam voor de stad en koos ervoor de stad te vernoemen naar Westminster, het deel van Londen waar de parlementsgebouwen zich bevonden (en bevinden). New Westminster ligt op de noordelijke oever van de Fraser waar deze rivier een bocht naar het zuidwesten maakt naar haar monding. De stad ligt aan de zuidwestelijke zijde van Burrard Peninsula (een schiereiland) en relatief centraal in de regio van Greater Vancouver.

## Geschiedenis

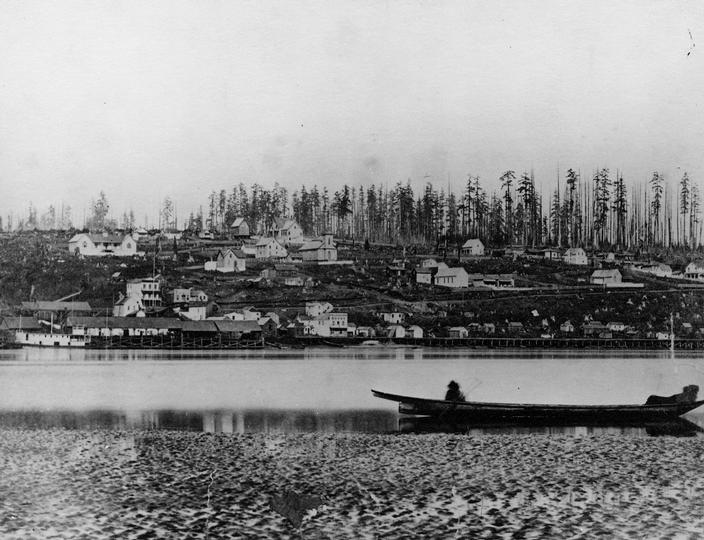
New Westminster en de Fraser in 1865

New Westminster bleef hoofdstad van Brits-Columbia tot de kolonies op het vasteland en op Vancouver Island samengevoegd werden in 1866. Victoria op Vancouver Island werd de hoofdstad van de gefuseerde kolonie. In 1870 werd er door de koloniale overheid in Victoria een nieuwe stad gesticht op de plaats van het bestaande dorp Gastown, ten noordwesten van New Westminster. Deze nieuwe stad, Granville, lag niet aan de Fraser, maar beschikte over een grote natuurlijke haven in de vorm van de grote inham Burrard Inlet. In 1884 werd Granville (in 1886 hernoemd tot Vancouver) geselecteerd als terminus voor de Canadian Pacific Railway. Een andere kandidaat was Port Moody, ten noordoosten van New Westminster en ook aan Burrard Inlet gelegen. De keuze voor Vancouver zou de groei van de nieuwe stad Granville-Vancouver enorm bespoedigen en zou ertoe leiden dat New Westminster in de twintigste eeuw een voorstad zou worden van Vancouver. In het begin van twintigste eeuw stak Vancouver New Westminster voorbij als grootste stad op het vasteland van Brits-Columbia.

## Geboren
- Robert Thirsk (1953), ruimtevaarder